# Брајковићи (Косјерић)
Брајковићи су насеље у Србији у општини Косјерић у Златиборском округу. Према попису из 2022. било је 649 становника.

## Демографија
У насељу Брајковићи живи 576 пунолетних становника, а просечна старост становништва износи 41,7 година (42,4 код мушкараца и 41,0 код жена). У насељу има 214 домаћинстава, а просечан број чланова по домаћинству је 3,38.
Ово насеље је великим делом насељено Србима (према попису из 2002. године), а у последња три пописа, примећен је пад у броју становника.
|  |

| Демографија | Демографија | Демографија |
| Година      | Становника  | Становника  |
| ----------- | ----------- | ----------- |
| 1948.       | 968         |             |
| 1953.       | 1.018       |             |
| 1961.       | 975         |             |
| 1971.       | 812         |             |
| 1981.       | 785         |             |
| 1991.       | 757         | 743         |
| 2002.       | 724         | 738         |

| Етнички састав према попису из 2002.‍ | Етнички састав према попису из 2002.‍ | Етнички састав према попису из 2002.‍ | Етнички састав према попису из 2002.‍ | Етнички састав према попису из 2002.‍ |
| ------------------------------------ | ------------------------------------ | ------------------------------------ | ------------------------------------ | ------------------------------------ |
|                                      |                                      |                                      |                                      |                                      |
| Срби                                 | Срби                                 |                                      | 722                                  | 99,72%                               |
| Словенци                             | Словенци                             |                                      | 1                                    | 0,13%                                |
| непознато                            | непознато                            |                                      | 0                                    | 0,0%                                 |

| Година пописа     | 1948. | 1953. | 1961. | 1971. | 1981. | 1991. | 2002. |
| ----------------- | ----- | ----- | ----- | ----- | ----- | ----- | ----- |
| Број домаћинстава | 202   | 205   | 222   | 201   | 215   | 236   | 214   |

| Број чланова      | 1  | 2  | 3  | 4  | 5  | 6  | 7 | 8 | 9 | 10 и више | Просек |
| ----------------- | -- | -- | -- | -- | -- | -- | - | - | - | --------- | ------ |
| Број домаћинстава | 35 | 49 | 30 | 47 | 24 | 18 | 6 | 3 | 1 | 1         | 3,38   |

| Пол    | Укупно | Неожењен/Неудата | Ожењен/Удата | Удовац/Удовица | Разведен/Разведена | Непознато |
| ------ | ------ | ---------------- | ------------ | -------------- | ------------------ | --------- |
| Мушки  | 301    | 71               | 202          | 20             | 8                  | 0         |
| Женски | 308    | 52               | 203          | 48             | 5                  | 0         |
| УКУПНО | 609    | 123              | 405          | 68             | 13                 | 0         |

| Пол    | Укупно                    | Пољопривреда, лов и шумарство | Рибарство                            | Вађење руде и камена | Прерађивачка индустрија       |
| ------ | ------------------------- | ----------------------------- | ------------------------------------ | -------------------- | ----------------------------- |
| Мушки  | 124                       | 6                             | 0                                    | 0                    | 56                            |
| Женски | 84                        | 18                            | 0                                    | 0                    | 28                            |
| УКУПНО | 208                       | 24                            | 0                                    | 0                    | 84                            |
| Пол    | Производња и снабдевање   | Грађевинарство                | Трговина                             | Хотели и ресторани   | Саобраћај, складиштење и везе |
| Мушки  | 4                         | 11                            | 9                                    | 2                    | 27                            |
| Женски | 1                         | 2                             | 9                                    | 4                    | 2                             |
| УКУПНО | 5                         | 13                            | 18                                   | 6                    | 29                            |
| Пол    | Финансијско посредовање   | Некретнине                    | Државна управа и одбрана             | Образовање           | Здравствени и социјални рад   |
| Мушки  | 0                         | 1                             | 2                                    | 1                    | 0                             |
| Женски | 2                         | 0                             | 5                                    | 6                    | 4                             |
| УКУПНО | 2                         | 1                             | 7                                    | 7                    | 4                             |
| Пол    | Остале услужне активности | Приватна домаћинства          | Екстериторијалне организације и тела | Непознато            | Непознато                     |
| Мушки  | 1                         | 0                             | 0                                    | 4                    | 4                             |
| Женски | 0                         | 0                             | 0                                    | 3                    | 3                             |
| УКУПНО | 1                         | 0                             | 0                                    | 7                    | 7                             |